# Dittatura militare provvisoria del Mughan
La Dittatura militare provvisoria del Mughan fu un piccolo territorio costiero sul mar Caspio in territorio azero al confine con la Persia. Esso nacque quando i britannici della Dittatura centrocaspiana furono sconfitti dagli ottomani nella battaglia di Baku il 15 settembre 1918. I britannici pur ritirandosi riuscirono a mantenere questo piccolo territorio, al quale dettero il nome di Dittatura militare provvisoria del Mughan (da dicembre, dopo la resa ottomana nella prima guerra mondiale, Amministrazione territoriale del Mughan). Questa entità non si considerò mai indipendente, ma per voce del suo amministratore russo V.T. Suchorukov, "parte integrante dell'Impero russo", in opposizione all'indipendentismo della Repubblica Democratica di Azerbaigian. Il 25 aprile 1919 una rivolta bolscevica trasformò l'amministrazione in comunista, come Repubblica Sovietica del Mughan.